# Eclipse Stakes
Groupe 1
Les Eclipse Stakes est une course hippique de plat se déroulant au mois de juillet à Sandown Park en Angleterre.
C'est une course de groupe I réservée aux chevaux de 3 ans et plus.
Elle se court sur environ 2 000 mètres (1 mille 2 furlongs et 7 verges). L'allocation s'élève à 500 000 £.
La première édition remonte à 1886 et porte le nom du meilleur cheval du XVIIIe siècle, le célèbre Éclipse. Traditionnellement, cette course représente la première confrontation entre les chevaux classiques de 3 ans et leurs ainés.

## Palmarès depuis 1969
| Année | Vainqueur          | S/A | Pays        | Père               | Jockey               | Entraîneur          | Propriétaire           | Deuxième           | Troisième         | Temps   |
| ----- | ------------------ | --- | ----------- | ------------------ | -------------------- | ------------------- | ---------------------- | ------------------ | ----------------- | ------- |
| 2025  | Delacroix          | M.3 | Irlande     | Dubawi             | Ryan Moore           | Aidan O'Brien       | Coolmore               | Ombudsman          | Ruling Court      | 2'05"92 |
| 2024  | City of Troy       | M.3 | Irlande     | Justify            | Ryan Moore           | Aidan O'Brien       | Coolmore               | Al Riffa           | Ghostwriter       | 2'09"80 |
| 2023  | Paddington         | M.3 | Irlande     | Siyouni            | Ryan Moore           | Aidan O'Brien       | Coolmore               | Emily Upjohn       | West Wind Blows   | 2'05"16 |
| 2022  | Vadeni             | M.3 | France      | Churchill          | Christophe Soumillon | Jean-Claude Rouget  | Aga Khan               | Mishriff           | Native Trail      | 2'05"20 |
| 2021  | St Mark's Basilica | M.3 | Irlande     | Siyouni            | Ryan Moore           | Aidan O'Brien       | Coolmore               | Addeybb            | Mishriff          | 2'10"87 |
| 2020  | Ghaiyyath          | M.5 | Royaume-Uni | Dubawi             | William Buick        | Charlie Appleby     | Godolphin              | Enable             | Japan             | 2'04"48 |
| 2019  | Enable             | F.5 | Royaume-Uni | Nathaniel          | Lanfranco Dettori    | John Gosden         | Khalid Abdullah        | Magical            | Regal Reality     | 2'04"77 |
| 2018  | Roaring Lion       | M.3 | Royaume-Uni | Kitten's Joy       | Oisin Murphy         | John Gosden         | Qatar Racing Ltd       | Saxon Warrior      | Cliffs of Moher   | 2'04"04 |
| 2017  | Ulysses            | M.4 | Royaume-Uni | Galileo            | Jim Crowley          | Sir Michael Stoute  | Flaxman Stables        | Barney Roy         | Desert Encounter  | 2'03"49 |
| 2016  | Hawkbill           | M.3 | Royaume-Uni | Kitten's Joy       | William Buick        | Charlie Appleby     | Écurie Godolphin       | The Gurkha         | Time Test         | 2'10"71 |
| 2015  | Golden Horn        | M.3 | Royaume-Uni | Cape Cross         | Lanfranco Dettori    | John Gosden         | Anthony Oppenheimer    | The Grey Gatsby    | Western Hymn      | 2'05"77 |
| 2014  | Mukhadram          | M.5 | Royaume-Uni | Shamardal          | Paul Hanagan         | William Haggas      | Hamdan Al Maktoum      | Trading Leather    | Somewhat          | 2'04"47 |
| 2013  | Al Kazeem          | M.5 | Royaume-Uni | Dubawi             | James Doyle          | Roger Charlton      | Daniel-John Deer       | Declaration of War | Mukhadram         | 2'04"25 |
| 2012  | Nathaniel          | M.4 | Royaume-Uni | Galileo            | William Buick        | John Gosden         | Lady Rotschild         | Farhh              | Twice Over        | 2'06"94 |
| 2011  | So You Think       | M.5 | Australie   | High Chaparral     | James A.Heffernan    | Aidan O'Brien       | Coolmore, Tan & Yahaya | Workforce          | Sri Putra         | 2'04"77 |
| 2010  | Twice Over         | M.5 | Royaume-Uni | Obervatory         | T.-P. Queally        | Henry Cecil         | Khalid Abdullah        | Sri Putra          | Viscount Nelson   | 2'04"64 |
| 2009  | Sea The Stars      | M.3 | Irlande     | Cape Cross         | Michael Kinane       | John Oxx            | Christopher Tsui       | Rip Van Winkle     | Conduit           | 2'03"40 |
| 2008  | Mount Nelson       | M.4 | Irlande     | Rock of Gibraltar  | Johnny Murtagh       | Aidan O'Brien       | Smith, Magnier & Tabor | Phoenix Tower      | Pipedreamer       | 2'05"56 |
| 2007  | Notnowcato         | M.5 | Royaume-Uni | Inchinor           | Ryan Moore           | Sir Michael Stoute  | A. & D. de Rothschild  | Authorized         | George Washington | 2'05"85 |
| 2006  | David Junior       | M.4 | Royaume-Uni | Pleasant Tap       | Jamie Spencer        | Brian Meehan        | Roldvale Ltd           | Notnowcato         | Blue Monday       | 2'07"31 |
| 2005  | Oratorio           | M.3 | Irlande     | Danehill           | Kieren Fallon        | Aidan O'Brien       | S. Magnier & M. Tabor  | Motivator          | Altieri           | 2'07"00 |
| 2004  | Refuse To Bend     | M.4 | Royaume-Uni | Sadler's Wells     | Lanfranco Dettori    | Saeed bin Suroor    | Écurie Godolphin       | Warrsan            | Kalaman           | 2'08"31 |
| 2003  | Falbrav            | M.5 | Italie      | Fairy King         | Darryll Holland      | Luca Cumani         | Scuderia Rencati       | Nayef              | Kaieteur          | 2'05"59 |
| 2002  | Hawk Wing          | M.3 | Royaume-Uni | Woodman            | Michael Kinane       | Aidan O'Brien       | Sue Magnier            | Sholokhov          | Equerry           | 2'13"34 |
| 2001  | Medicean           | M.4 | Royaume-Uni | Machiavellian      | Kieren Fallon        | Sir Michael Stoute  | Cheveley Park Stud     | Grandera           | Bach              | 2'04"65 |
| 2000  | Giant's Causeway   | M.3 | Irlande     | Storm Cat          | George Duffield      | Aidan O'Brien       | S. Magnier & M. Tabor  | Kalanisi           | Shiva             | 2'05"32 |
| 1999  | Compton Admiral    | M.3 | Royaume-Uni | Suave Dancer       | Darryll Holland      | Gerard Butler       | Erik Penser            | Xaar               | Fantastic Light   | 2'06"42 |
| 1998  | Daylami            | M.4 | France      | Doyoun             | Lanfranco Dettori    | Saeed bin Suroor    | Écurie Godolphin       | Faithful Son       | Central Park      | 2'06"82 |
| 1997  | Pilsudski          | M.5 | Royaume-Uni | Polish Precedent   | Michael Kinane       | Michael Stoute      | Arnold Weinstock       | Benny The Dip      | Bosra Sham        | 2'12"51 |
| 1996  | Halling            | M.5 | Royaume-Uni | Diesis             | John A. Reid         | Saeed bin Suroor    | Écurie Godolphin       | Bijou d'Inde       | Pentire           | 2'08"05 |
| 1995  | Halling            | M.4 | Royaume-Uni | Diesis             | Walter Swinburn      | Saeed bin Suroor    | Écurie Godolphin       | Singspiel          | Red Bishop        | 2'05"32 |
| 1994  | Ezzoud             | M.5 | Royaume-Uni | Last Tycoon        | Walter Swinburn      | Michael Stoute      | Maktoum Al Maktoum     | Bob's Return       | Erhaab            | 2'04"70 |
| 1993  | Opera House        | M.5 | Royaume-Uni | Sadler's Wells     | Michael Kinane       | Michael Stoute      | Cheikh Mohammed        | Misil              | Tenby             | 2'06"25 |
| 1992  | Kooyonga           | F.4 | Royaume-Uni | Persian Bold       | Warren O'Connor      | Michael Kauntze     | Mitsuo Haga            | Opera House        | Sapience          | 2'10"80 |
| 1991  | Environment Friend | M.3 | Royaume-Uni | Cozzene            | George Duffield      | James Fanshawe      | Bill Gredley           | Stagecraft         | Sanglamore        | 2'07"61 |
| 1990  | Elmaamul           | M.3 | Royaume-Uni | Diesis             | Willie Carson        | Dick Hern           | Hamdan Al Maktoum      | Terimon            | Ile de Chypre     | 2'04"63 |
| 1989  | Nashwan            | M.3 | Royaume-Uni | Blushing Groom     | Willie Carson        | Dick Hern           | Hamdan Al Maktoum      | Opening Verse      | Indian Skimmer    | 2'07"38 |
| 1988  | Mtoto              | M.5 | Royaume-Uni | Busted             | Michael Roberts      | Alec Stewart        | Ahmed Al-Maktoum       | Shady Heights      | Triptych          | 2'06"14 |
| 1987  | Mtoto              | M.4 | Royaume-Uni | Busted             | Michael Roberts      | Alec Stewart        | Ahmed Al-Maktoum       | Reference Point    | Triptych          | 2'04"33 |
| 1986  | Dancing Brave      | M.3 | Royaume-Uni | Nijinsky           | Greville Starkey     | Guy Harwood         | Khalid Abdullah        | Triptych           | Teleprompter      | 2'06"18 |
| 1985  | Pebbles            | F.4 | Royaume-Uni | Sharpen Up         | Steve Cauthen        | Clive Brittain      | Cheikh Mohammed        | Rainbow Quest      | Bob Back          | 2'07"33 |
| 1984  | Sadler's Wells     | M.3 | Irlande     | Northern Dancer    | Pat Eddery           | Vincent O'Brien     | Robert Sangster        | Time Charter       | Morcon            | 2'04"53 |
| 1983  | Solford            | M.3 | Irlande     | Nijinsky           | Pat Eddery           | Vincent O'Brien     | Robert Sangster        | Muscatite          | Tolomeo           | 2'06"36 |
| 1982  | Kalaglow           | M.4 | Royaume-Uni | Kalamoun           | Greville Starkey     | Guy Harwood         | Tony Ward              | Lobkowiez          | Rocamadour        | 2'08"83 |
| 1981  | Master Willie      | M.4 | Royaume-Uni | High Line          | Philip Waldron       | Henry Candy         | Robert Barnett         | Vielle             | Fingals Cave      | 2'07"44 |
| 1980  | Ela-Mana-Mou       | M.4 | Royaume-Uni | Pitcairn           | Willie Carson        | Dick Hern           | Simon Weinstock        | Hello Gorgeous     | Gregorian         | 2'10"20 |
| 1979  | Dickens Hill       | M.3 | Royaume-Uni | Mount Hagengu      | Tony Murray          | Mick O'Toole        | Mme J. Binet           | Crimson Beau       | Northern Baby     | 2'06"17 |
| 1978  | Gunner B           | M.5 | Royaume-Uni | Royal Gunner       | Joe Mercer           | Henry Cecil         | Mrs P. Barratt         | Balmerino          | Radetzky          | 2'05"05 |
| 1977  | Artaius            | M.3 | Irlande     | Round Table        | Lester Piggott       | Vincent O'Brien     | Mrs G. Getty II        | Lucky Wesneday     | Arctic Tern       | 2'05"30 |
| 1976  | Wollow             | M.3 | Royaume-Uni | Wolver Hollow      | Gianfranco Dettori   | Henry Cecil         | Carlo d'Alessio        | Radetzky           | Annes Pretender   | 2'05"42 |
| 1975  | Star Appeal        | M.5 | Allemagne   | Appiani            | Greville Starkey     | Theo Grieper        | Waldemar Zeitelhack    | Taros              | Royal Manacle     | 2'06"10 |
| 1974  | Coup de Feu        | M.5 | Royaume-Uni | White Fire         | Pat Eddery           | Duncan Sasse        | Tim Sasse              | Ksar               | Mount Hagen       | 2'05"30 |
| 1973  | Scottish Rifle     | M.4 | Royaume-Uni | Sunny Way          | Ron Hutchinson       | John Dunlop         | Sandy Struthers        | Moulton            | Sun Prince        | 2'12"39 |
| 1972  | Brigadier Gerard   | M.4 | Royaume-Uni | Queen's Hussar     | Joe Mercer           | Dick Hern           | Jean Hislop            | Gold Rod           | Home Guard        | 2'20"20 |
| 1971  | Mill Reef          | M.3 | Royaume-Uni | Never Bend         | Geoff Lewis          | Ian Balding         | Paul Mellon            | Caro               | Welsh Pageant     | 2'05"40 |
| 1970  | Connaught          | M.5 | Royaume-Uni | St Paddy           | Sandy Barclay        | Noel Murless        | Jim Joel               | Karabas            | Nor               | 2'06"00 |
| 1969  | Wolver Hollow      | M.5 | Royaume-Uni | Sovereign Path     | Lester Piggott       | Henry Cecil         | Hope Iselin            | Park Top           | Hogarth           | 2'11"80 |
| 1968  | Royal Palace       | M.4 | Royaume-Uni | Ballymoss          | Sandy Baclay         | Noel Murless        | Jim Joel               | Taj Dewan          | Sir Ivor          | 2'07"50 |
| 1967  | Busted             | M.4 | Royaume-Uni | Crepello           | Bill Rickaby         | Noel Murless        | Stanhope Joel          | Great Nephew       | Appiani           | 2'07"70 |
| 1966  | Pieces of Eight    | M.3 | Irlande     | Relic              | Lester Piggott       | Vincent O'Brien     | Comtesse de la Valdène | Ballyciptic        | Pretendre         | 2'08"90 |
| 1965  | Canisbay           | M.4 | Royaume-Uni | Doutelle           | Stan Clayton         | Cecil Boyd-Rochfort | The Queen              | Roan Rocket        | Red Vagabonde     | 2'07"30 |
| 1964  | Ragusa             | M.4 | Irlande     | Ribot              | Garnie Bougoure      | Paddy Prendergast   | Jim Mullion            | Baldric            | Tarqogan          | 2'07"40 |
| 1963  | Khalkis            | M.3 | Irlande     | Vimy               | Garnie Bougoure      | Paddy Prendergast   | Vicomte Elveden        | Miralgo            | Tang              | 2'10"60 |
| 1962  | Henry the Seventh  | M.4 | Royaume-Uni | King of The Tudors | Edward Hide          | Bill Elsey          | Jim Joel               | Valentine          | Ferneley          | 2'07"40 |
| 1961  | St Paddy           | M.4 | Royaume-Uni | Auréole            | Lester Piggott       | Noel Murless        | Sir Victor Sassoon     | Proud Chieftain    | Blast             | 2'06"50 |
| 1960  | Javelot            | M.4 | Royaume-Uni | Fast Fox           | Freddie Palmer       | Percy Carter        | Geoffroy de Waldner    | Tulyartos          | Blast             | 2'14"80 |
| 1959  | Saint Crespin      | M.3 | France      | Auréole            | George Moore         | Alec Head           | Prince Aly Khan        | Javelot            | Vif Argent        | 2'11"00 |
| 1958  | Ballymoss          | M.4 | Irlande     | Mossborough        | Scobie Breasley      | Vincent O'Brien     | John McShain           | Restoration        | Arctic Explorer   | 2'08"60 |
| 1957  | Arctic Explorer    | M.3 | Royaume-Uni | Arctic Prince      | Lester Piggott       | Noel Murless        | Giles Loder            | Pirate King        | Montaval          | 2'12"60 |
| 1956  | Tropique           | M.4 | Royaume-Uni | Fontenay           | Paul Blanc           | Geoff Watson        | Guy de Rothschild      | Pirate King        | Tudor Jinks       | 2'15"80 |
| 1955  | Darius             | M.4 | Royaume-Uni | Dante              | Lester Piggott       | Harry Wragg         | Sir Percy Loraine      | Coronation Year    | Narrator          | 2'09"00 |
| 1954  | King of The Tudors | M.4 | Royaume-Uni | Tudor Minstrel     | Ken Gethin           | Willie Stephenson   | Frank Dennis           | Darius             | Landau            | 2'12"40 |
| 1953  | Argur              | M.4 | Royaume-Uni | Djebel             | Charlie Elliott      | J. Glynn            | Marcel Boussac         | Guersant           | Auréole           |         |
| 1952  | Tulyar             | M.3 | Royaume-Uni | Tehran             | Charlie Smirke       | Marcus Marsh        | Aga Khan III           | Mehmandar          | Hilltop           | 2'09"80 |
| 1951  | Mystery            | M.3 | Royaume-Uni | Tehran             | Lester Piggott       | Percy Carter        | Mme Edward Esmond      | Mossborough        | Daneshill         | 2'10"20 |
| 1950  | Flocon             | M.4 | Royaume-Uni | Fastnet            | Freddie Palmer       | Percy Carter        | Geoffroy de Waldner    | Eclat              | Peter Flower      | 2'10"80 |
| 1949  | Djeddah            | M.4 | France      | Djebel             | Charlie Elliott      | Charles Semblat     | Marcel Boussac         | Tennyson           | Faux Tirage       |         |
| 1948  | Petition           | M.4 | Royaume-Uni | Fair Trial         | Ken Gethin           | Frank Butters       | Sir Alfred Butt        | Sayajirao          | Noor              | 2'10"20 |
| 1947  | Migoli             | M.3 | Royaume-Uni | Bois Roussel       | Charlie Smirke       | Frank Butters       | Aga Khan III           | Tudor Minstrel     | Gulf Stream       |         |
| 1946  | Gulf Stream        | M.3 | Royaume-Uni | Hyperion           | Harry Wragg          | Walter Earl         | Comte de Derby         | Edward Tudor       | Khaled            |         |

## Anciens vainqueurs
- 1886 - Bendigo
- 1887 - pas de course
- 1888 - Orbit
- 1889 - Ayrshire
- 1890 - pas de course
- 1891 - Surefoot
- 1892 - Orme
- 1893 - Orme
- 1894 - Isinglass
- 1895 - Le Justicier
- 1896 - St. Frusquin
- 1897 - Persimmon
- 1898 - Velasquez
- 1899 - Flying Fox
- 1900 - Diamond Jubilee
- 1901 - Epsom Lad
- 1902 - Cheers
- 1903 - Ard Patrick
- 1904 - Darley Dale
- 1905 - Val d'Or
- 1906 - Llangibby
- 1907 - Lally
- 1908 - Your Majesty
- 1909 - Bayardo
- 1910 - Lemberg / Neil Gow **
- 1911 - Swynford
- 1912 - Prince Palatine
- 1913 - Tracery
- 1914 - Hapsburg
- 1915-18 - pas de course
- 1919 - Buchan
- 1920 - Buchan
- 1921 - Craig An Eran
- 1922 - Golden Myth
- 1923 - Saltash
- 1924 - Polyphontes
- 1925 - Polyphontes
- 1926 - Coronach
- 1927 - Colorado
- 1928 - Fairway
- 1929 - Royal Minstrel
- 1930 - Rustom Pasha
- 1931 - Caerleon
- 1932 - Miracle
- 1933 - Loaningdale
- 1934 - King Salmon
- 1935 - Windsor Lad
- 1936 - Rhodes Scholar
- 1937 - Boswell
- 1938 - Pasch
- 1939 - Blue Peter
- 1940-45 - pas de course